# کاس گیلبرت
کاس گیلبرت (به انگلیسی: Cass Gilbert) متولد ۱۸۵۹، معمار آمریکایی بود.
از او ساختمانهای مهمی بر جای ماند، از جمله کاپیتول ایالت مینه‌سوتا و ساختمان کاپیتل ایالت ویرجینیای غربی و ساختمان وول‌ورث.
او در ام آی تی معماری را آموخت، و در ۱۹۳۴ درگذشت.

## نگارخانه

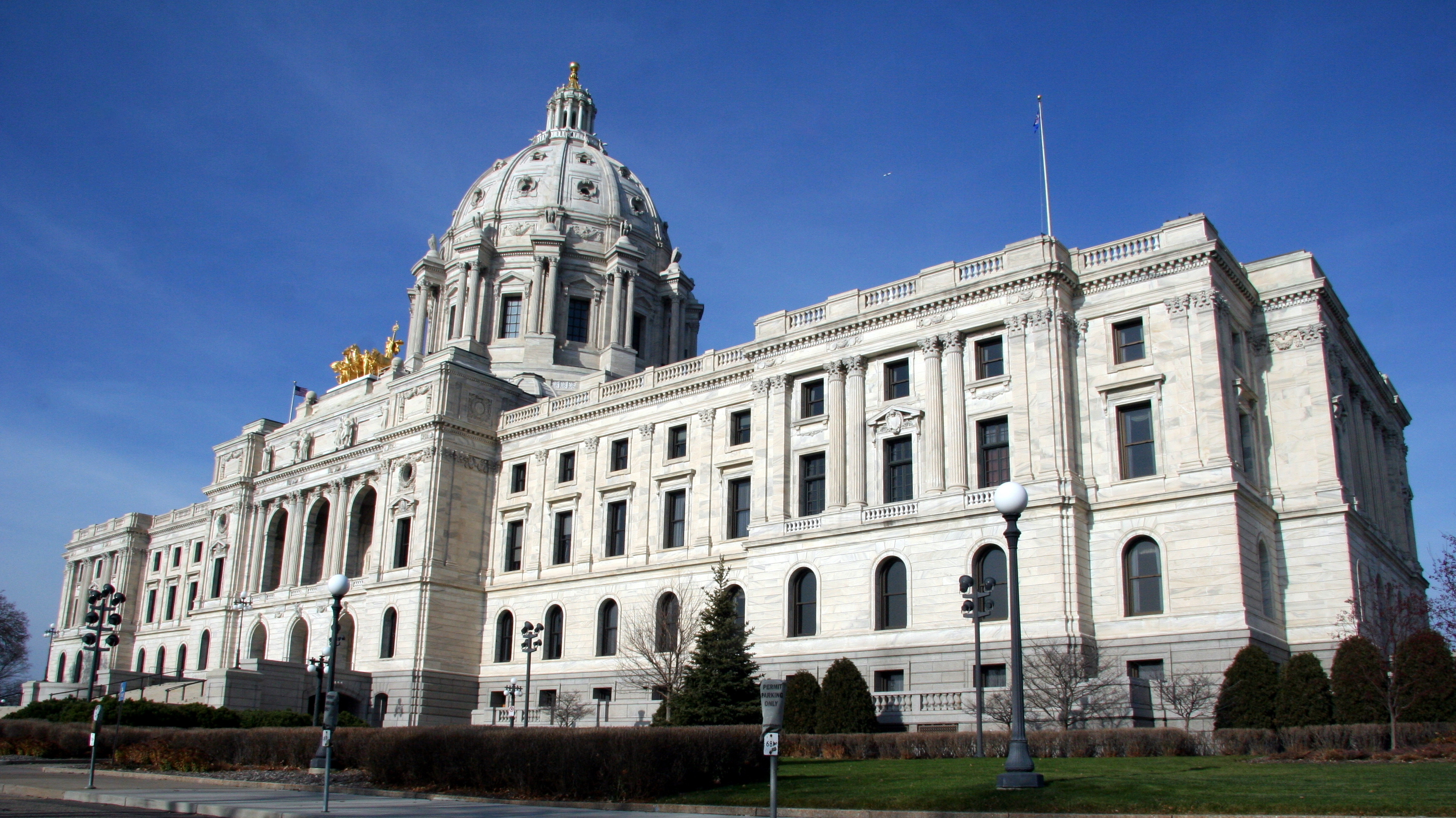
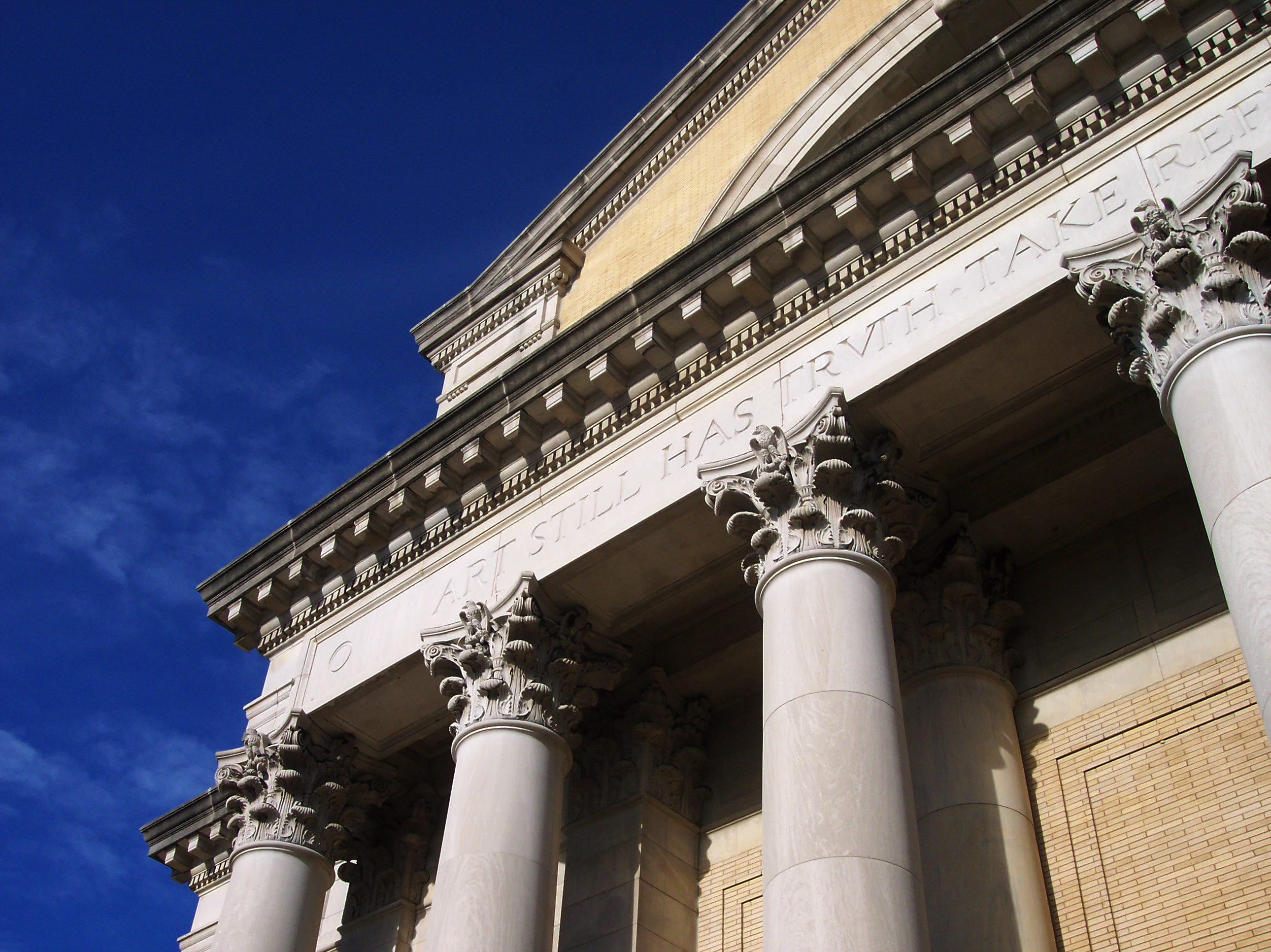
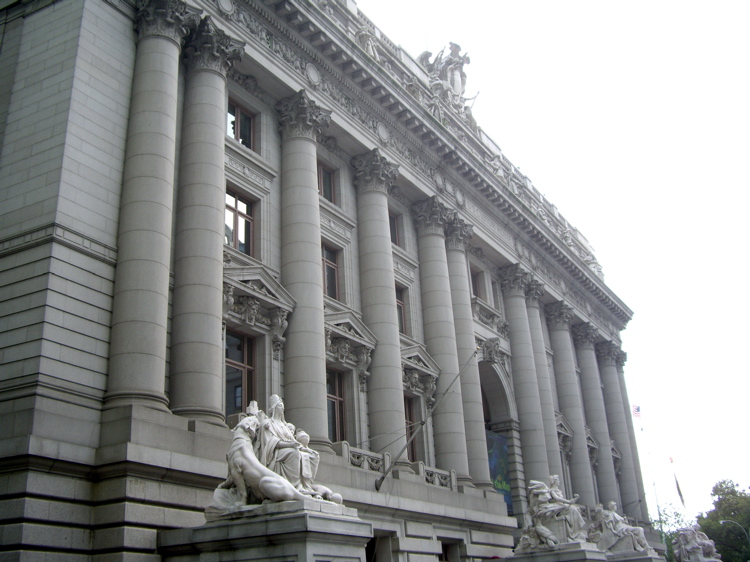
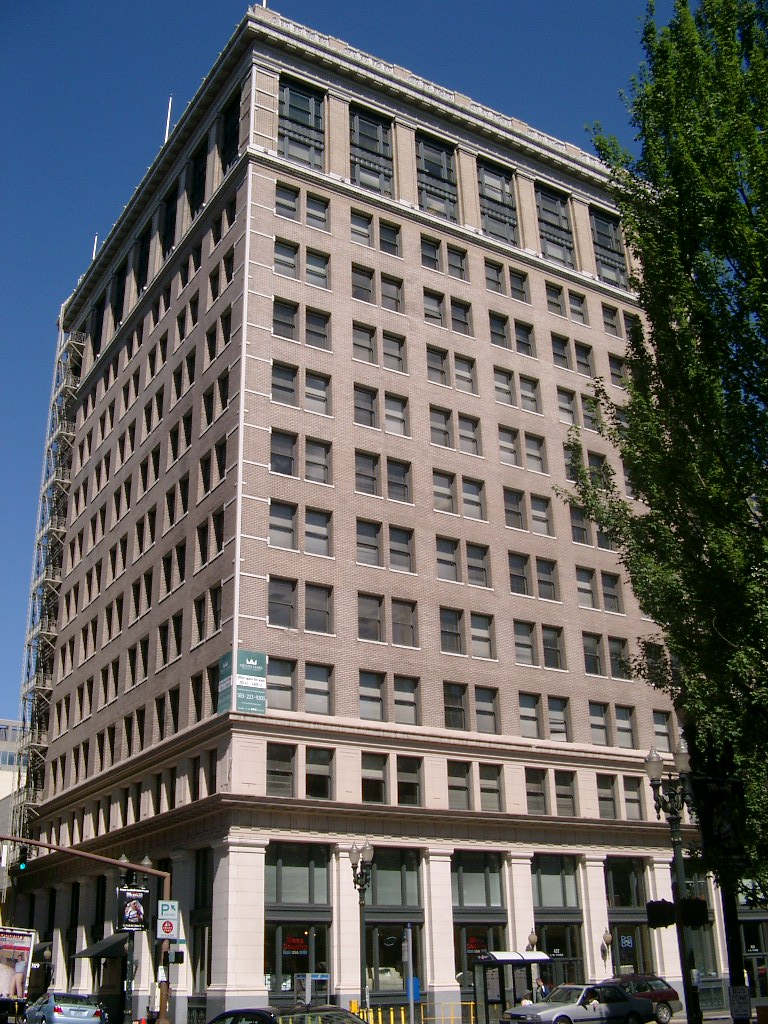
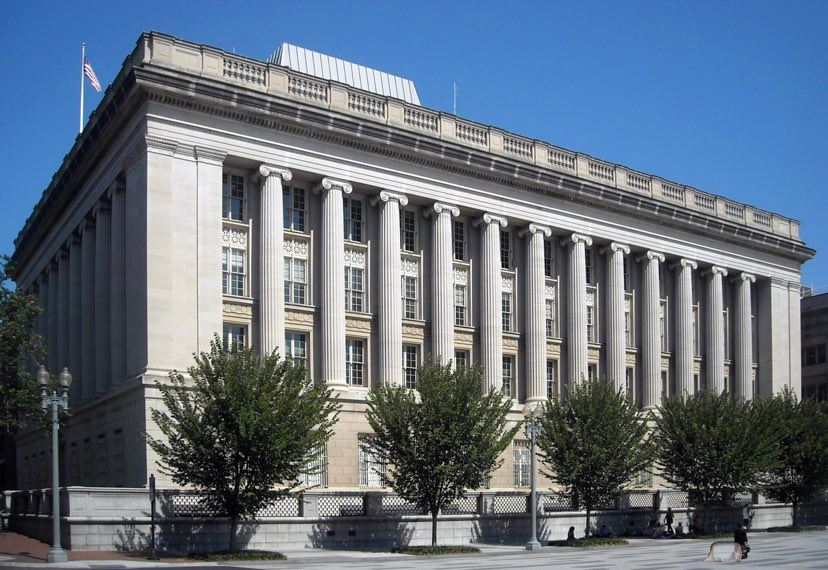
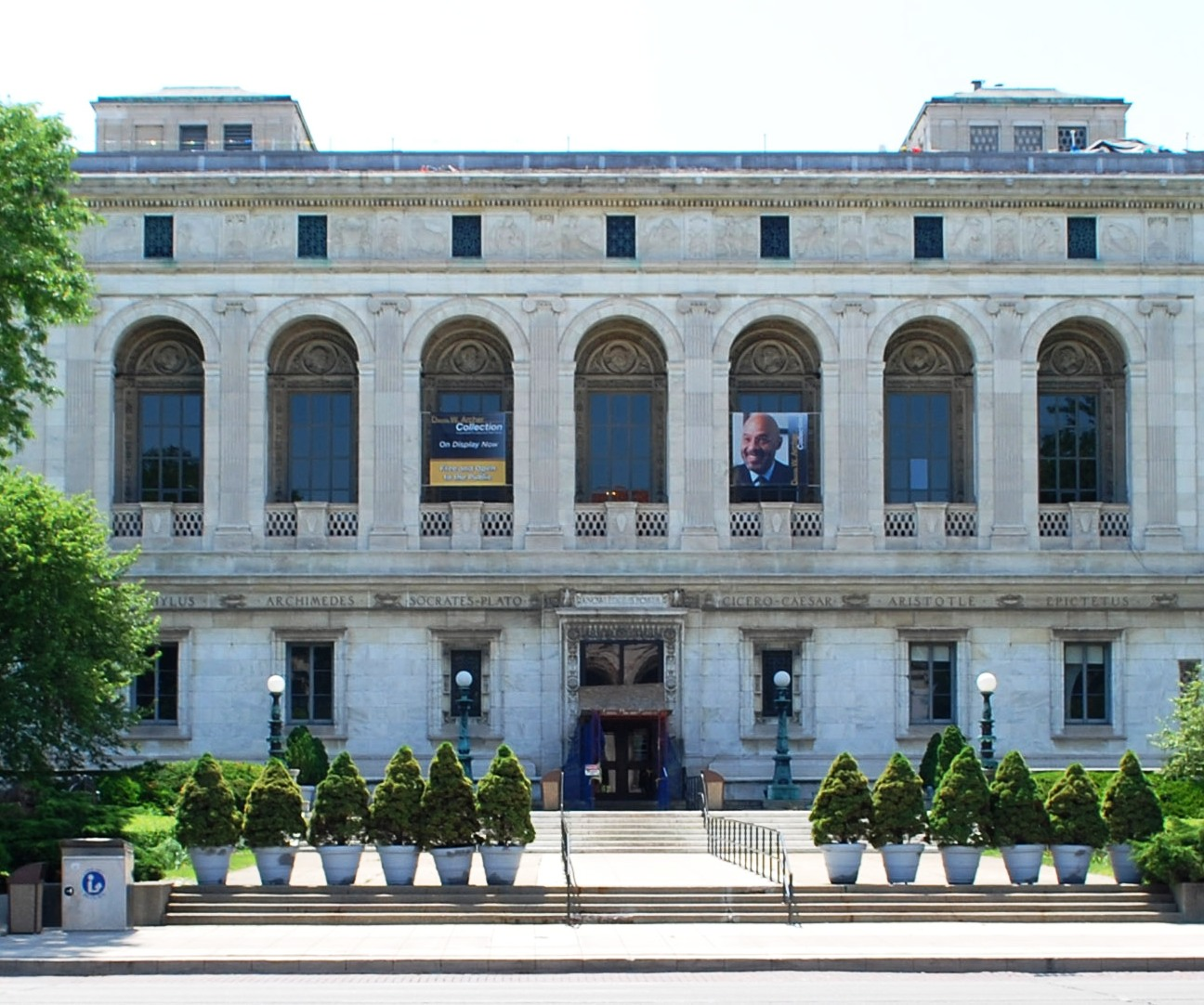
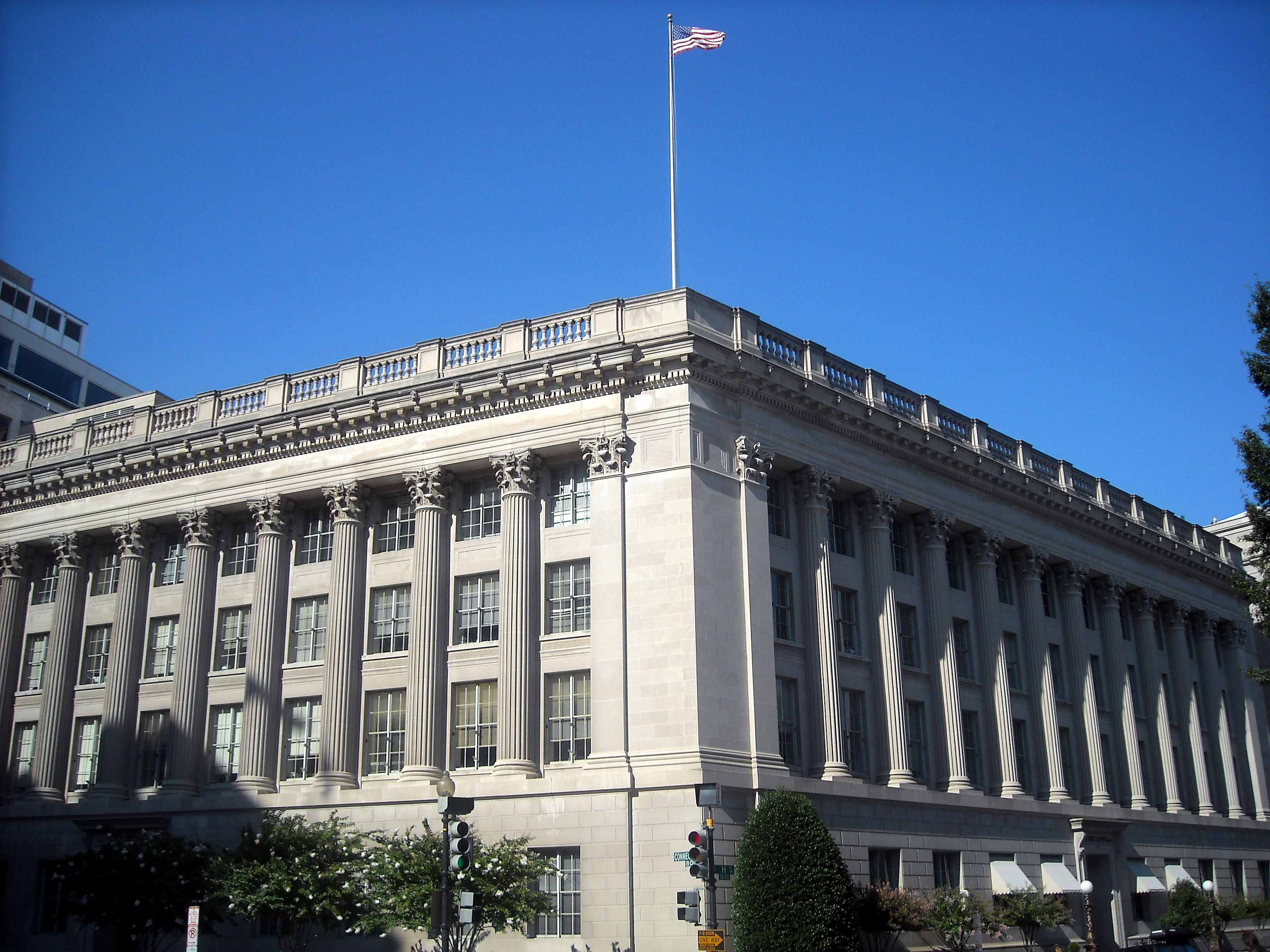
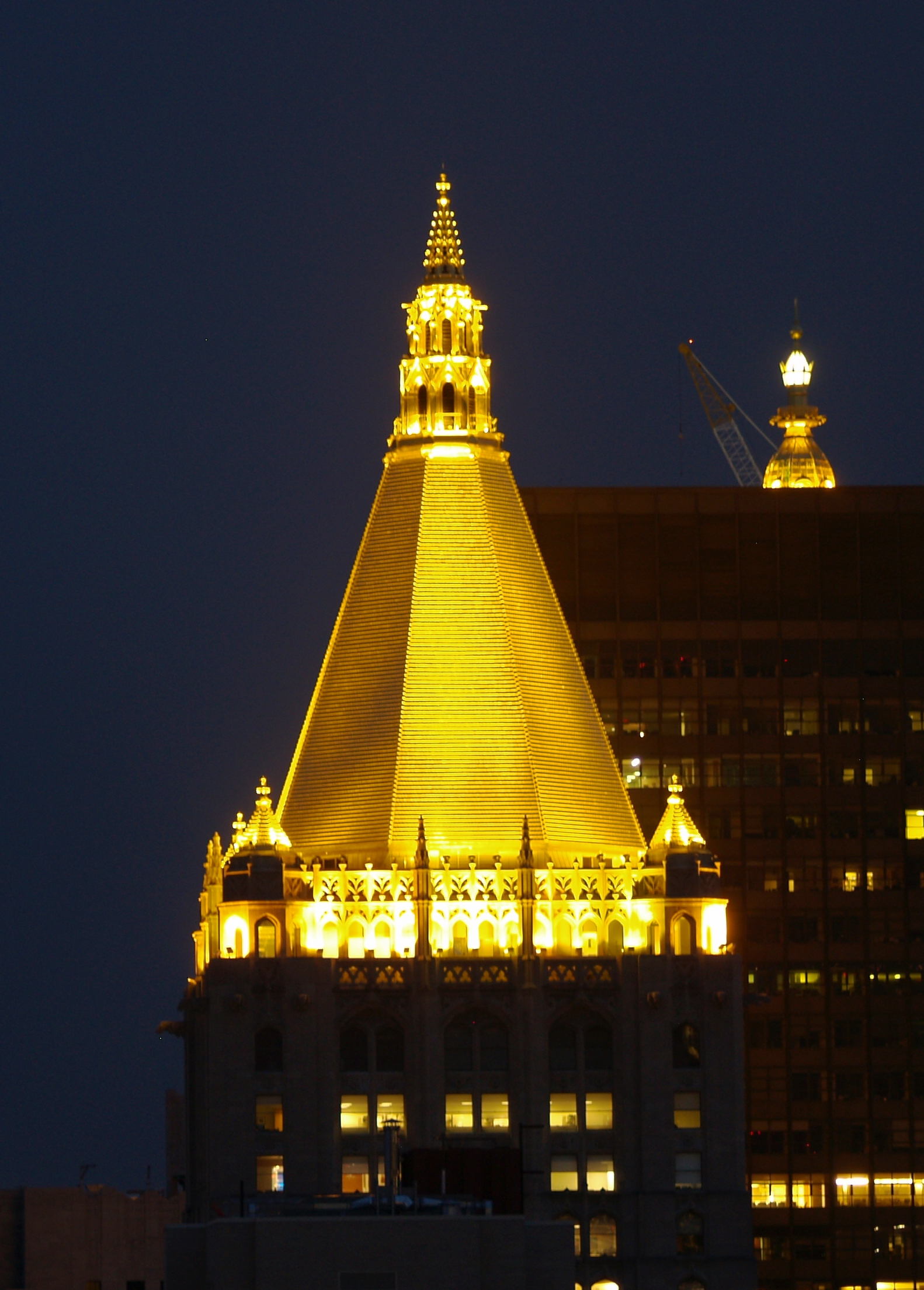
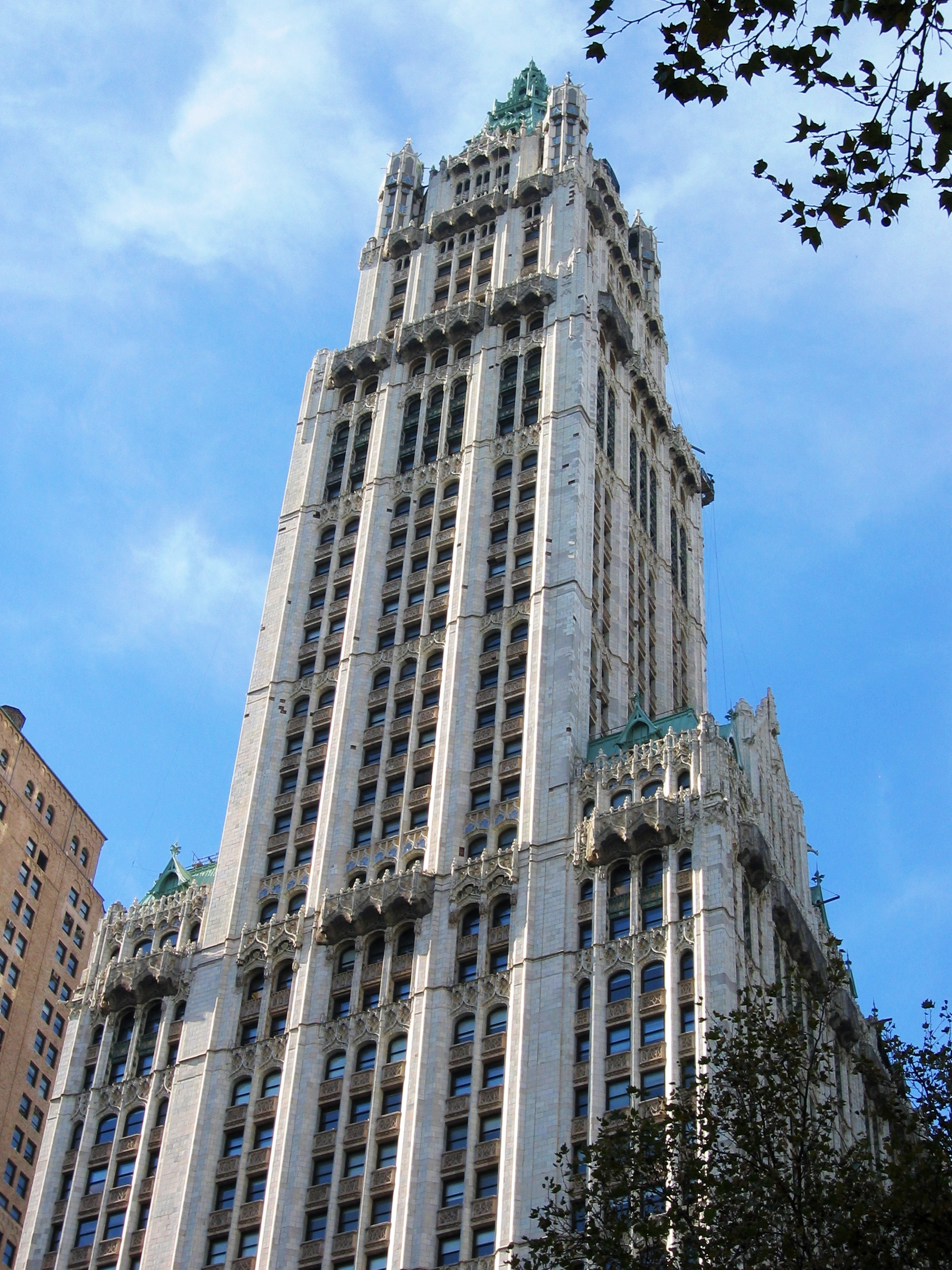

## منابع

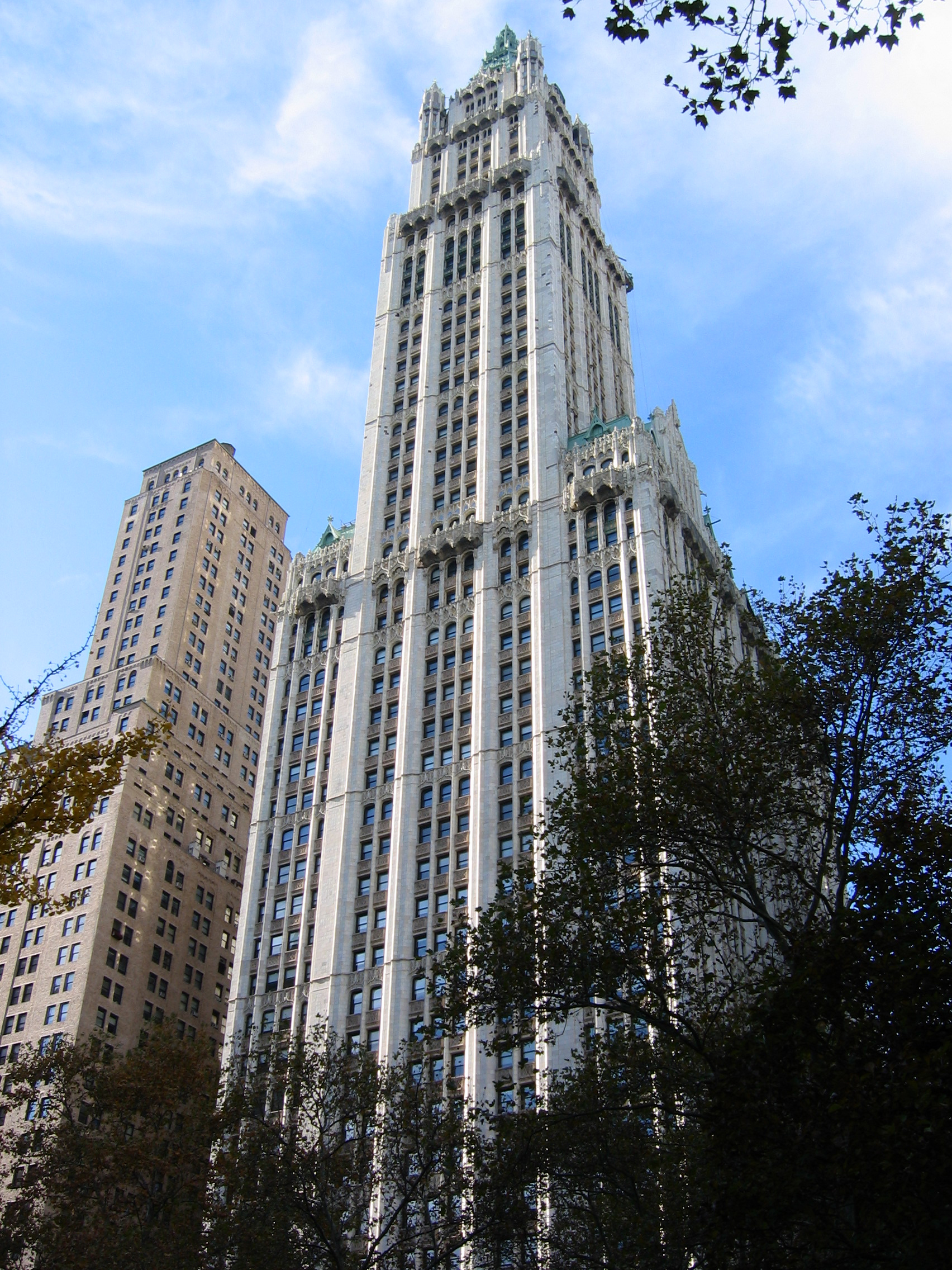
ساختمان Woolworth در نیویورک ساخت ۱۹۱۳ میلادی